# گلپایگان
گلپایگان، مرکز شهرستان گلپایگان است. این شهر در شمال غرب استان اصفهان قرار دارد و یکی از شهرهای مهم این استان است.

## نام‌گذاری
گلپایگان را همای دختر بهمن کیانی ساخت و بنام خود سمره خواند که در نخست همای را سمره گفتند. دخترش آن را تجدید عمارت کرد و گلبادگان یا گربادگان گفت.
ارگ گوگد در شهرستان گلپایگان بیش از ۴۰۰ سال پیشینه تاریخی دارد که در ۲ فصل زمستان و تابستان کاربردهای مختلفی دارا می‌باشد.
گلپایگان از آمیختگی سه واژه (گل - پای - گان) بر پا شده است. نام نخست شهر، گردپاذگان بوده است. (برهان قاطع، ۱۳۶۱، ذیل گلپایگان)، گروهی دیگر نام آغازین آن را گَرپادگان به معنی کوهپایه می‌دانند. «گَر» در زبان پارسی میانه به معنای کوه است.
یکی از آثار تاریخی و مذهبی در شهرستان گلپایگان، مسجدی است کهن که پیشینه آن متعلق به دوره ساسانی است و از آن به‌عنوان «مسجد جامع گلپایگان» یا «مسجد جامع سلجوقی» یاد می‌شود. «ابوعمر بن محمد القزوینی»، نام معمار سازنده این مسجد تاریخی می‌باشد که برفراز محراب و در قسمت پایینی کتیبه دور گنبد، ثبت گردیده است.
این اثر ملی در اوایل قرن ۶، در سال ۵۰۸ هجری قمری، به فرمان «ابونصر ابراهیم بن محمد بن ابراهیم بابا عبدالملک»، در زمان حکومت «ابوشجاع محمد بن ملکشاه سلجوقی» ساخته شده که نام وی در کتیبه دور گنبد و همچنین در اطراف محراب، حک گردیده است. صحن و شبستان وسیع، گنبد آجری بسیار بزرگ، کتیبه‌های آجری متعدد و تزئینات بسیاری که بر مسجد انجام شده است، از ویژگی‌های بارز مسجد جامع می‌باشد.
افراد مسن محلی و قدیمی تر در روستاهای اطراف، گلپایگان را به صورت «گُلپاگون» با فتحه بر روی حرف «گ» تلفظ می‌نمایند.
در واپسین روزهای ساسانیان و روزهای آغازین اسلام (اعراب)، «گردپادگان» خوانده می‌شد و تازیکان معرب نموده «جرباذکان» نامیده‌اند. (معجم البلدان یاقوت دیده شود). سپس از روی قاعده دیگری که آن نیز در زبانشناسی ایران معروف است، را و دال تبدیل به لام گشته و کلمه گارد مبدل بگال و سپس مبدل بگول و سپس مبدل به گل شده و بالاخره وردپاتکان و گلپایگان، شده یعنی شهر گلباد، و چنان‌که گفتیم گلباد از نام‌های معروف ایرانی بوده است.
برخی گفته‌اند در اصل «ورتپاتکان» به معنی شهر یا سرزمین ورتپات بوده که یکی از نام‌های ایران نیز می‌باشد. سپس با گذشت زمان وردپاتکان، «وردپاذکان»، «گردپاذکان»، «گلپادگان» و سرانجام «گلپایگان» شده است. ورد، به معنی گل سرخ است و در نتیجه تغییراتی که از روی قواعد زبان شناختی در آن روی داده، واژه ورد تبدیل به «گل» شده است. پات از مصدر پاییدن، به معنی نگاهبانی کردن است و «وردپات» گل نگاهدار معنی می‌دهد.
پات پس از مدتی «پاذ» و سرانجام دگرگون به «پای» شده است. واژه «کان» که سپس «گان» گردیده در آخر نام شهرها و آبادی‌های بسیاری چون اردکان، زنگان، ارزنگان و ارزنکان… آمده است.
بنابر روایت دیگری، نام قدیم گلپایگان «چهرزادگان» بوده است. زیر بنیانگذار آن چهرزاد(هما) نام داشت.

## آب و هوا
آب و هوای گلپایگان متغیر و دارای زمستانهای سرد با حداقل حرارت ۲۱- درجه و تابستانهای گرم و خشک است که بیشترین حرارت آن تا۵/۳۷+ درجه می‌رسد. بارندگی غالباً در زمستان و میزان آن حدود ۳۰۰ میلی‌متر است.
گلپایگان از مناطق نیمه کوهستانی است. دشت گلپایگان، گسترده و آب آن از رودخانه و قنات و چشمه و منابع آب‌های زیرزمینی تأمین می‌گردد.
گلپایگان دارای یکی از بهترین آب و هواها در کشور است. کوهستان‌های پوشیده از مراتع و رودخانه‌های منطقه چشم‌انداز طبیعی زیبایی به وجود می‌آورند. این شهرستان در نوار شمالی کوه پایه‌های زاگرس مرکزی واقع شده است که آب و هوای معتدلی را در پی دارد. 

سپیده سحر و طبیعت گلپایگان

## پوشش گیاهی
پوشش گیاهی درمناطق کوهستانی استپ کوهی همراه باانواع گون و به ویژه «کتیرا» است که مصرف صنعتی و بهداشتی دارد و به خارج از کشور هم صادر می‌شود.
استپ کوهی از غرب به شرق کاهش می‌یابد از این رو منطقه غرب که دارای پوشش گیاهی بهتر و آب بیشتر است، محل پرورش گوسفند و گله داری است. گیاهان خودرو مانند مُک کو (شیرین بیان) که ریشه آن‌ها استفاده داروئی دارد، گل گاو زبان، شاتره، کاسنی، تره کوهی، چندال، مرزنجوش، دینارو (که بسیار خوش‌بو است)، شوید کوهی، پافغلاق، ریش قازی، شنگه، جوقاسم، گوش بره، خاکشیر، مرزنگوش، بارهنگ (بالنگ)، بابونه، بالنگو، قدامه، کرچک، و… همه برای مردم شهر آشنا است.
در گلپایگان گندم، جو، پنبه، چغندر قند، تنباکو، شبدر، یونجه، سبزی‌های خوردنی، صیفی جات، آلو، زالزالک، سیب، هلو، آلوچه، گیلاس، آلبالو، زردآلو، مو (انگور از همه رقم: کشمش، عسکری، شآاونی (شاهونی)، مونقّا، ریش بابا…)، همه عمل می‌آید.
درختان قابل رویش گلپایگان عبارتند از: چنار، صنوبر، وه‌نو، بید مشک، عناّب، ریواس، بادام کوهی، انجیر وحشی، سنجد، زبان گنجشک، بلوط، انجیر وحشی، نارون، توت، کاج، سپیدار، و درختان میوه (سیب، گلابی، زردآلو، بادام و گردو و…).
در گلپایگان یک گیاه خود رو بنام غازیاغی در فصل بهار می‌روید که مردم از آن برای استفاده در آش یا پلو استفاده می‌کنند و در زبان محلی به آن پافغلاق (پا کلاغ) می‌گویند. این اسم برگرفته از شکل ظاهری گیاه است.منابع

## جغرافیا
گلپایگان در فاصله ۳۴۰ کیلومتری تهران قرار گرفته و فاصله آن از مرکز استان نیز حدود ۲۰۰ کیلومتر است.
گلپایگان از طرف شمال، به خمین و قسمت کوچکی از غرب به رشته کوه های زاگرس و الیگودرز و از طرف جنوب به خوانسار و از طرف مشرق به میمه و کوه صالح پیغمبر محدود است.
گلپایگان در زمان تقسیمات کشوری صفویه، قاجار و … یکی از ولایت‌های ایران بوده است که مناطق خمین و خوانسار و الیگودرز نیز جزو گلپایگان بوده‌اند. همچنین گلپایگان پیش تر جزو استان مرکزی (ششم) بود که طی تقسیمات کشوری حدود ۶۰ سال قبل به استان اصفهان الحاق شد.
ارتفاع آن از سطح دریا ۱۸۳۰ متر است. (مبنای ارتفاع = سطح متوسط آب خلیج فارس در منطقه فاو که مبنای مسطحات اروپائی می‌باشد)
تغییر شکل سطح زمین در دشت گلپایگان که برداشت بی‌رویه آب زیرزمینی یکی از عوامل اصلی آن است، دارد خودش را نشان می‌دهد. فرونشست زمین می‌تواند باعث آسیب‌های جبران‌ناپذیری به ساختمان‌ها، چاه‌ها، زمین‌های کشاورزی و شریان‌های حیاتی گردد. فرونشست زمین، یکی از پدیده‌های زمین‌شناسی است که در اثر زیاده روی‌های آدمی در بسیاری از نقاطِ جهان از جمله در گلپایگان، در حال وقوع است.
گلپایگان بر سر مسیر ارتباطی همدان - اراک به اصفهان و همچنین مسیر کرمانشاه - اراک به اصفهان قرار گرفته است.
روستاهای گلپایگان بر اساس بانک جامع روستاهای کشور بدین شرح است:
آرجان، ابلولان، اسفاجرد، اسفرنجان، تیکن، حاجیله، دُرّ، درب امامزاده ابراهیم، دستجرده، دم آسمان، رباط پیر علی، رباط سرخ علیا، رباط قالقان، رباط محمود، رباط ملکی، رکابدار، زرنجان، سراور، سعیدآباد، شادگان، شرکت سهامی زراعی، شیدآباد، ضامن آباد، علی‌آباد، عباس‌آباد، غرقه، فاویان، فرج آباد، فقستان، قالقان، قرغن، کلوچان، کوچری، مزرعه، ملازجان، ماکوله، نیوان سوق، نیوان نار، مَرغ، وانشان، هنده، هرستانه، غرقاب و وداغ
شهرهای دیگر در گلپایگان:
- گوگد
- گلشهر

### ارتفاعات شهرستان گلپایگان
ارتفاعات شهرستان گلپایگان که دنباله شرقی سلسله جبال زاگرس و غالباً از کوه‌های اطراف لرستان جدا شده، متعلق به دوران دوم زمین‌شناسی بوده و به صورت چندین رشته موازی از شمال غربی به جنوب شرقی امتداد می‌یابد. بلندترین قله این شهرستان کوه ویلو در روستای هنده به ارتفاع ۳۲۷۸ متر از سطح دریاهای آزاد است. دومین قله مرتفع شهرستان کوه صالح پیغمبر که زیارت گاه نیز بر قله آن است می‌باشد.
قله الوند گلپایگان یکی از مهم‌ترین و مرتفع‌ترین قله‌های شهرستان گلپایگان است و بلندترین قله آن ۳۱۱۰ متر ارتفاع دارد.

#### رودخانه گلپایگان

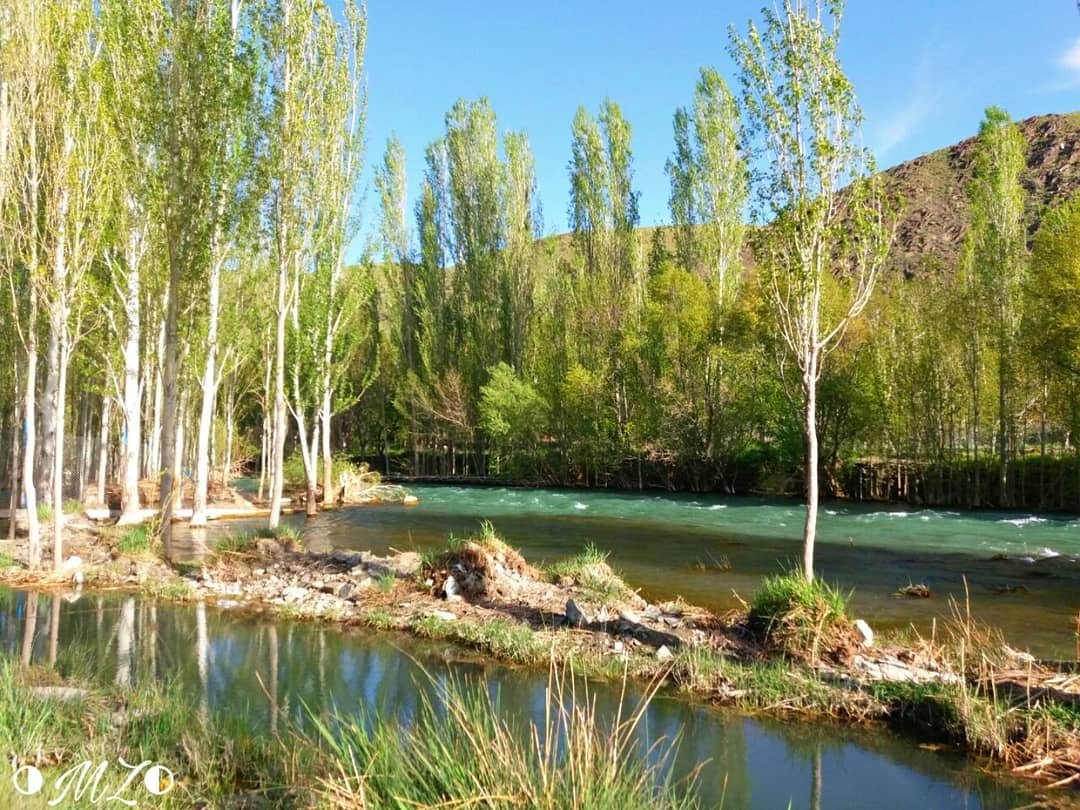
رودخانه اناربار گلپایگان

#### سد گلپایگان

سدّ گلپایگان، نخستین سدّ مدرن ایران

### تاریخ

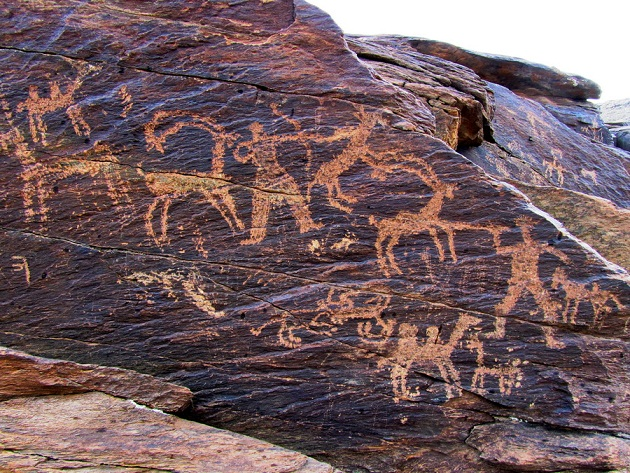
سنگ نگاره‌های تیمره گلپایگان

## آثار تاریخی گلپایگان

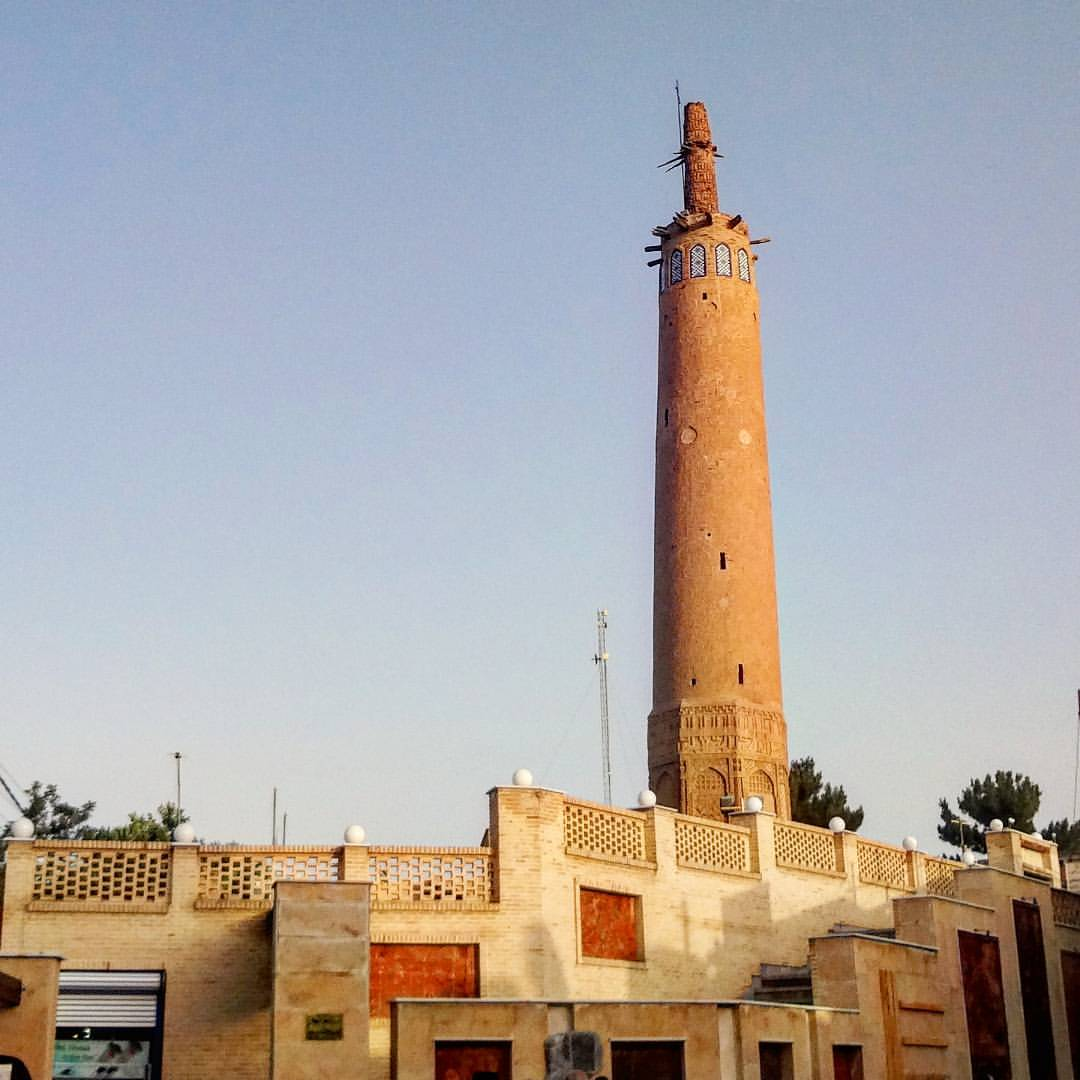
مناره سلجوقی گلپایگان

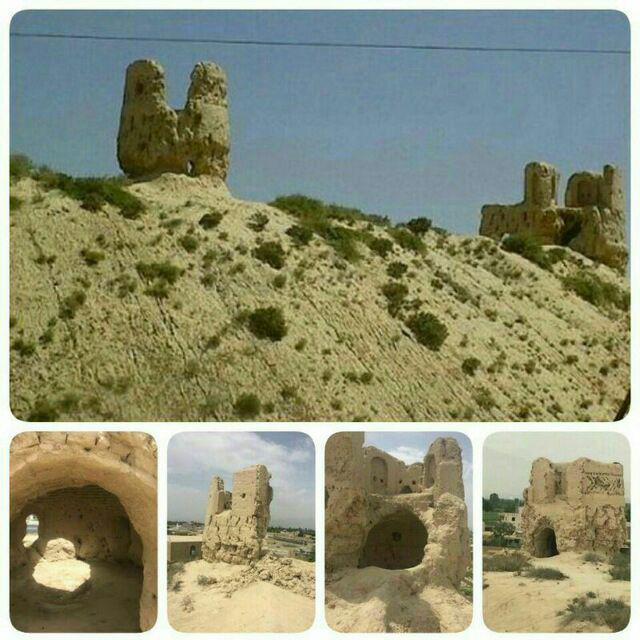

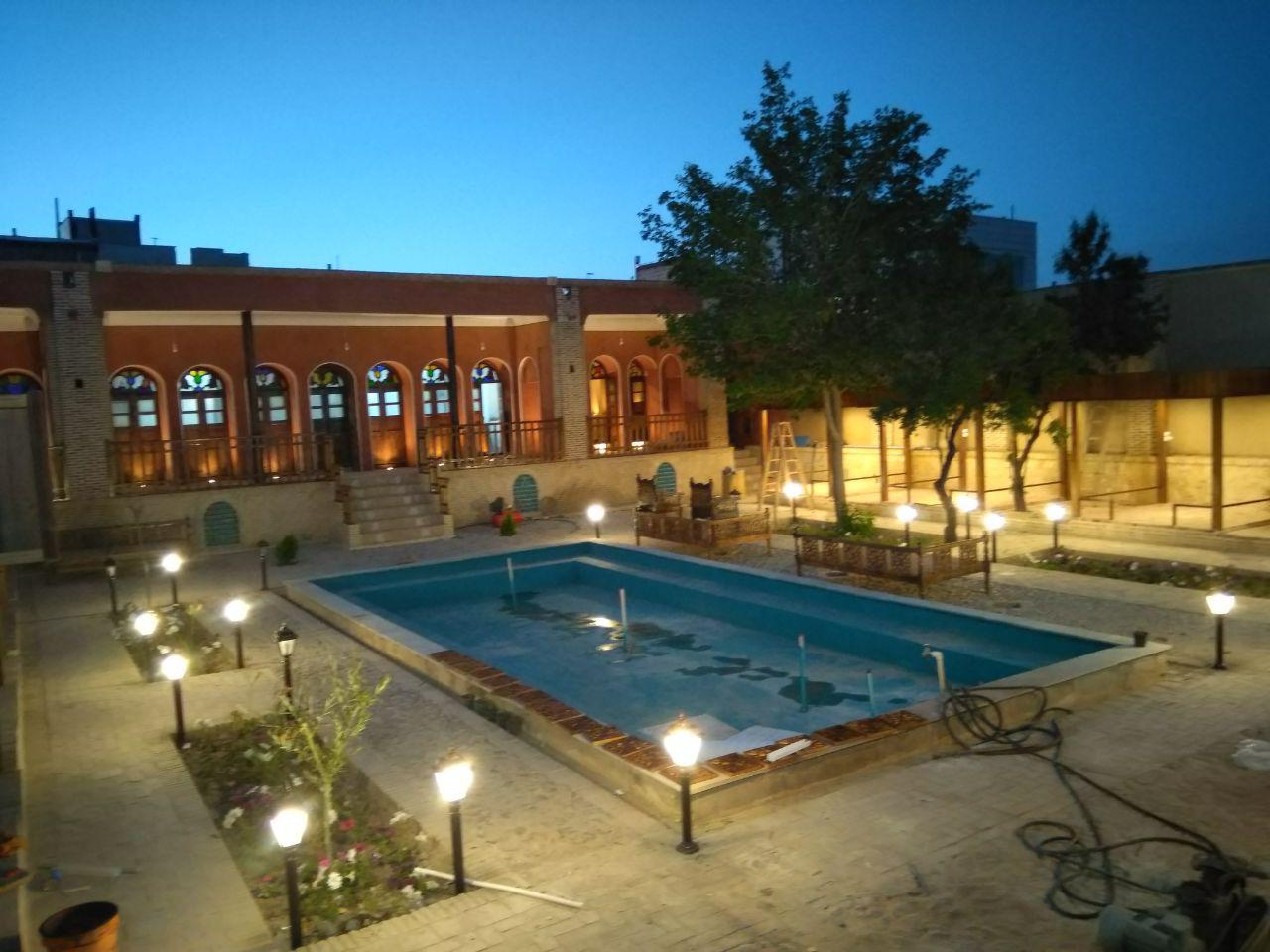

### تخریب حمام حاجی و تپه ۷ هزار ساله لهرامش

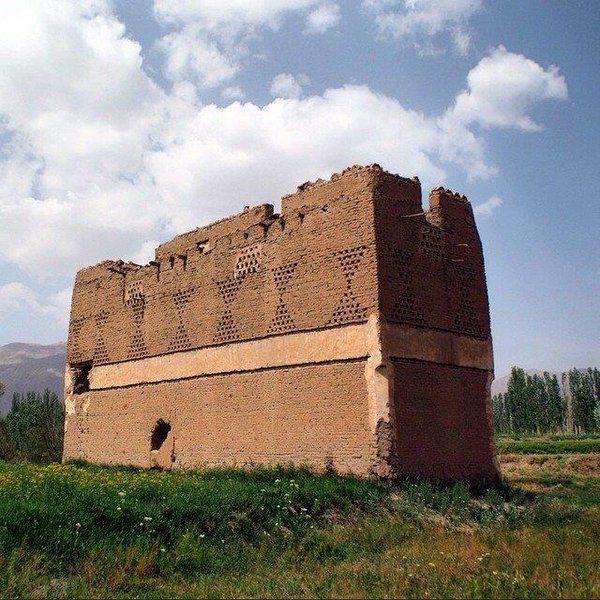
کبوترخانه گلپایگان

## سازمان‌ها

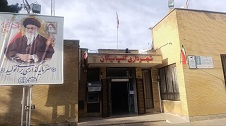